# 9081 Hideakianno
9081 Hideakianno (1994 VY) là một tiểu hành tinh vành đai chính được phát hiện ngày 3 tháng 11 năm 1994 bởi A. Nakamura ở Kuma Kogen. Nó được đặt theo tên Hideaki Anno, founder thuộc Gainax và director of Neon Genesis Evangelion và other famous anime works. Nakamura và Anno are old friends và went to the same high school ở Ube, Yamaguchi.

## Reference
1. ↑  http://www.town.kumakogen.ehime.jp/culture/astro/obs/other/mp/Anno.html Lưu trữ ngày 19 tháng 9 năm 2012 tại archive.today (tiếng Nhật)